# Anne Sofie Hjort
Anne Sofie Hjort Nielsen (født d. 5. juli 1992 i Herning) er en tidligere dansk håndboldspiller, der spillede venstre back. Hun optrådte for SK Aarhus, Ringkøbing Håndbold, Team Tvis Holstebro og Randers HK.
Hun debuterede på det danske A-landshold i 2012.